# Evanna Lynch
Evanna Patricia Lynch (Termonfeckin, 16 d'agost de 1991) és una actriu i model irlandesa. És coneguda principalment per la seva interpretació de Luna Lovegood a la saga cinematogràfica Harry Potter, participant en quatre pel·lícules i quatre videojocs, així com en el musical  A Very Potter Senior Year .

## Vida primerenca
Lynch va néixer a Termonfeckin, Comtat de Louth, Irlanda, sent filla de Marguerite i Donal Lynch. Té dues germanes més grans que ella, Emily i Mairead, i un germà més petit anomenat Patrick.
Quan era nena, Lynch va llegir la sèrie de Harry Potter convertint-se en una fan, enviant cartes a l'autora J.K. Rowling.
Va anar a la Cartown National School a Termonfeckin fins a juny de 2004 i després es va canviar al Our Ladys College a Drogheda, on el seu pare era el subdirector. El 2008, Lynch va estudiar ficció especulativa i drama al Center for the Talented Youth of Ireland, un escola d'estiu per a adolescents dotats, a Glasnevin. Mentre estava en el set de Harry Potter, va ser instruïda almenys tres hores al dia.
Des de setembre de 2010, va assistir a l'Institute of Education per repetir el seu certificat de sortida. Lynch ha esmentat tenir una educació catòlica devota.

## Carrera
Lynch va dir que la van triar per a les pel·lícules de Harry Potter per l'obsessió que tenia amb la sèrie de llibres. A l'edat de 11 anys, durant el llançament del cinquè llibre Harry Potter i l'Orde del Fènix al juny del 2003, va ser hospitalitzada i la seva família va consultar l'editor del llibre i l'hospital. A ella després se li va permetre sortir durant una hora i recollir una còpia signada del llibre. Mentre que alguns han declarat que la seva correspondència prèvia amb J.K. Rowling va ser un factor important que va contribuir a la decisió del càsting, totes dues han desacreditat aquesta teoria, confirmant que Rowling no sabia que Lynch estava en el paper de Lluna Lovegood fins que els productors van esmentar el seu nom. Lynch va aconseguir el paper en llegir sobre el càsting en un dels molts llocs de fans de Harry Potter i assistir a l'audició oberta.

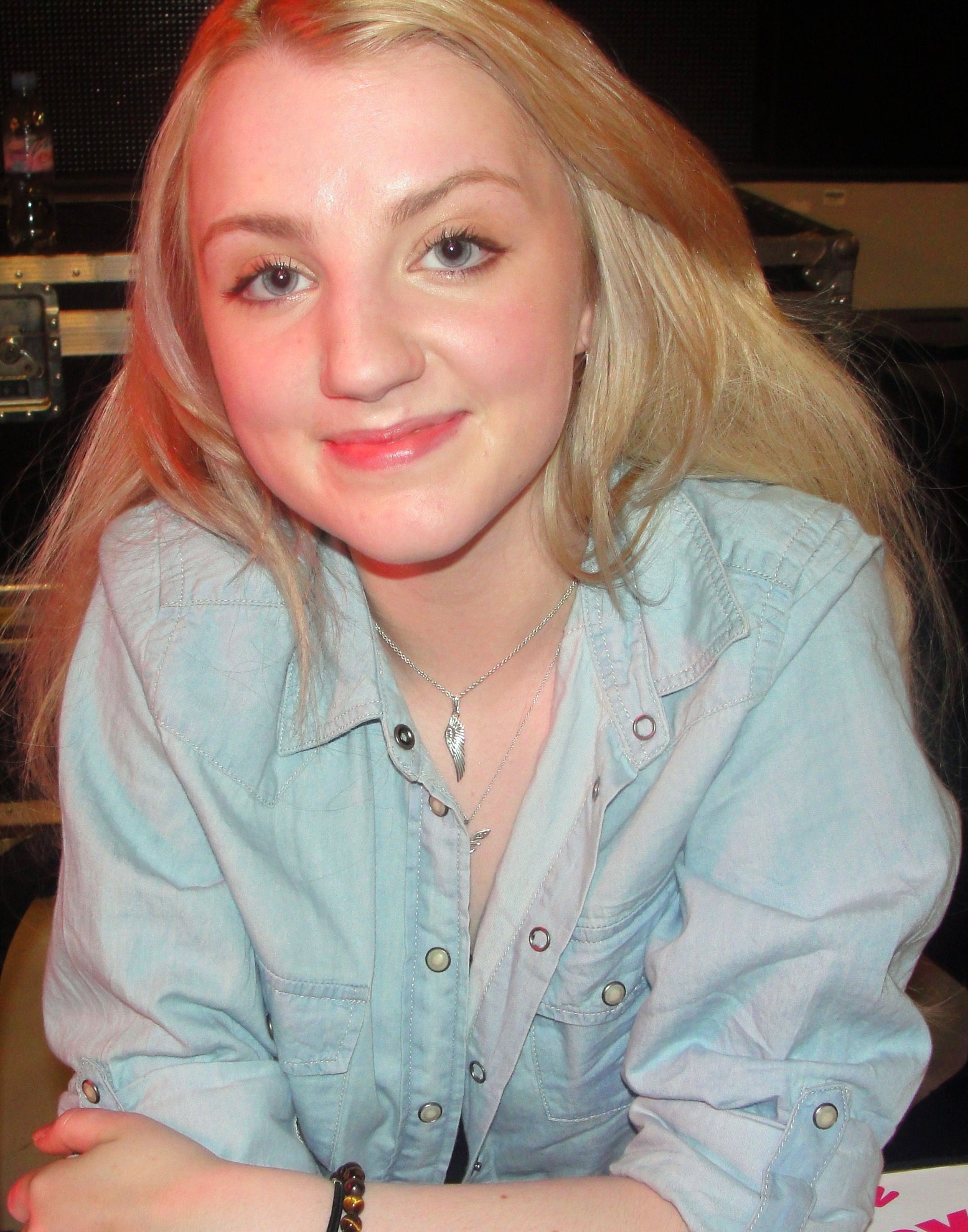
Lynch posant per una fotografia en un DVD del Misteri del Príncep el qual signa a Londres el desembre de 2009.

El gener del 2006, Lynch va participar en un càsting a Londres per al paper de Lluna Lovegood a  Harry Potter i l'Orde del Fènix , la cinquena pel·lícula de la sèrie adaptada dels llibres. Després de fer la prova amb altres 15,000 noies i una prova de pantalla posterior amb l'actor principal Daniel Radcliffe, ella va ser triada a l'edat de 14 anys. Els productors van quedar impressionats amb la seva afinitat pel personatge; David Heyman va dir: «Les altres podrien interpretar a Lluna, Evanna Lynch és Lluna». Tot i que no es va involucrar en el procés de càsting, Rowling creia que Lynch era perfecta per al paper. Ella mai havia actuat professionalment abans de la sèrie de Harry Potter, la seva experiència s'havia limitat a obres de teatre de l'escola.  Harry Potter i l'Ordre del Fènix  va ser la presentació debut de Lynch l'any 2007. La pel·lícula va ser un èxit de taquilla, aconseguint $ 938 milions de dòlars a tot el món, i recollint crítiques generalment favorables. Els crítics van elogiar les actuacions de l'elenc de suport, sovint destacant a Lynch per aclamació particular; A. O. Scott del  The New York Times  va anomenar a la seva actuació «encisadora», i Jane Watkins de  Country Life  va dir que «[ aporta] una dolçor atractiva al seu personatge que no està tan desenvolupada en el llibre ». Ella va repetir el seu paper com Lluna en el videojoc d'enllaç de la pel·lícula.
Dos anys més tard, Lynch novament va protagonitzar el paper de Lluna a  Harry Potter i el misteri del príncep, la sisena entrega de la sèrie. La pel·lícula va tenir un èxit crític i financer. Wesley Morris de  The Boston Globe  va escriure que Lynch com a Lluna «combat la lentitud ocasional de la pel·lícula amb una lentitud hilarant pròpia», i Michael Dwyer de The Irish Times la va denominar «la millor actriu irlandesa de 2009» pel seu treball en la pel·lícula. La seva actuació li va valer les nominacions als Scream Awards i al Premi Young Artist, i va repetir el seu paper en el  videojoc de la pel·lícula.
Harry Potter i les relíquies de la Mort - Part 1, la primera de dues pel·lícules adaptades del setè i últim llibre de Harry Potter, es va estrenar el 2010. La pel·lícula va ser un èxit en la taquilla i va obtenir crítiques generalment favorables dels crítics. James Verniere de  The Boston Herald  va comentar que Lluna «segueix sent deliciosament llunàtica», mentre que Simon Miraudo de' 'Quickflix' 'critica la pel·lícula comentant que «l'encantadora Evanna Lynch és brutalment subutilitzada com la malenconiosa Lluna Lovegood». Ella va repetir el seu paper en el videojoc d'enllaç de la pel·lícula.
Lynch va aparèixer de nou com Lluna en la vuitena i última entrega de la sèrie, Harry Potter i les relíquies de la Mort - Part 2. La pel·lícula es va obrir a la crítica i es va convertir en la pel·lícula en la cinquena pel·lícula més taquillera de tots els temps, recaptant $ 1.328 milions de dòlars en rebuts de taquilla a tot el món Moira MacDonald de The Seattle Times va escriure que Lynch «segueix sent tot això i un pendent de rave com la sempre flotant Lluna Lovegood»,> i Roger Moore d' The Orlando Sentinel la va nomenar com «tal vegada »una de les seves« jugadores favorites a la final ». Ella novament va repetir el seu paper en el videojoc de la pel·lícula.
Durant el temps que apareixia en les pel·lícules de Harry Potter, Lynch també va fer i va ajudar a dissenyar una sèrie d'accessoris de moda per a ells.> L'agost del 2012 a  Leakycon en Chicago, es va unir a l'elenc de StarKid per interpretar a Lluna Lovegood en un guió de la tercera paròdia musical de Harry Potter, a Very Potter Senior Year (els altres dos són A Very Potter Musical i A Very Potter Sequel).
L'autora de la sèrie de Harry Potter, J.K. Rowling, va pronunciar un discurs durant l'estrena mundial de  Harry Potter i les Relíquies de la Mort: part 2 , el 7 de juliol de 2011 a Londres, Anglaterra. Ella va declarar que havia set membres principals de l'elenc en la sèrie, als quals es va referir com «The Big Seven», i va nomenar a Lynch com un dels set membres, juntament amb Daniel Radcliffe, Rupert Grint, Emma Watson, Tom Felton, Matthew Lewis i Bonnie Wright. Rowling ha dit que, de tots els actors en la sèrie de pel·lícules, Lynch ha tingut la major influència en la forma en què el seu personatge va ser escrit posteriorment. El 2012, li va dir a Charlie Rose que en compondre els últims llibres, «la vaig veure. [Es] va ficar al meu cap. Fins i tot vaig escoltar la seva veu quan estava escrivint a Lluna ».
Després del seu treball en les pel·lícules de Harry Potter, Lynch es va convertir en estrella convidada com a princesa Alehna (filla de Taryn, interpretada per Orla Brady) al primer final de temporada de la sèrie de televisió de Sky1, Sinbad. També estava programada per interpretar Fiona Carrick-Smith a la pel·lícula dramàtica independent, Monster Butler del 2013. la pel·lícula s'havia d'haver basat en la vida de l'assassí en sèrie i lladre britànic Archibald Hall L la pel·lícula va ser cancel·lada a causa de problemes amb el finançament. Lynch també va protagonitzar la comèdia independent per a adolescents GBF, que es va projectar al Festival de cinema de Tribeca a Nova York a l'abril de 2013 i al Festival de Cinema Frameline a San Francisco el 30 de juny del 2013.
Al maig de 2013, es va anunciar que Lynch protagonitzaria la producció teatral britànica  Houdini , el qual es va presentar en diversos teatres del Regne Unit del 9 de setembre de 2013 al 12 d'octubre de 2013. Lynch va interpretar el paper de Bess Houdini, esposa i assistent. del mag Harry Houdini.

Al desembre de 2013, es va anunciar que Lynch interpretaria a Theresa Bornstein en el thriller independent sobre crim  Dynamite: A Cautionary Tale . La filmació per a la producció va tenir lloc a la ciutat de Nova York i estava programada per filmar-se durant divuit dies.
Al setembre de 2014, es va anunciar que Lynch protagonitzaria el seu primer paper principal com el personatge principal de la pel·lícula irlandesa My Name Is Emily, escrita i dirigida per un home que lluita contra la esclerosi lateral amiotròfica. La filmació va començar a Irlanda aquest mes i la pel·lícula es va llançar en 2015. A l'abril de 2017, es va anunciar que protagonitzaria un revival  Disc Pigs  d'Enda Walsh per a l'etapa de Londres, que es va realitzar del 12 de juliol al 19 d'agost de 2017 a Trafalgar Studios. Més tard va ser transferit a Off-Broadway al Irish Repertory Theatre i va ser interpretada del 5 de gener al 4 de març de 2018.
Al novembre de 2017, es va confirmar que protagonitzaria el drama independent Indigio Valley, dirigit per Jaclyn Bethany, però es va veure obligada a abandonar el projecte a causa de conflictes de programació i va ser reemplaçada per Rosie Day.
Ella fa un paper de cameo en el debut com a director de Jason Mewes,  Madness in the Method , en 2018.
El 12 de setembre de 2018, Lynch va participar com una de les celebritats que competiran en la temporada 27 de  Dancing with the Stars , sent aparellada amb el ballarí professional Keo Motsepe. Ells van aconseguir arribar a la final, quedant en el tercer lloc.

## Vida personal

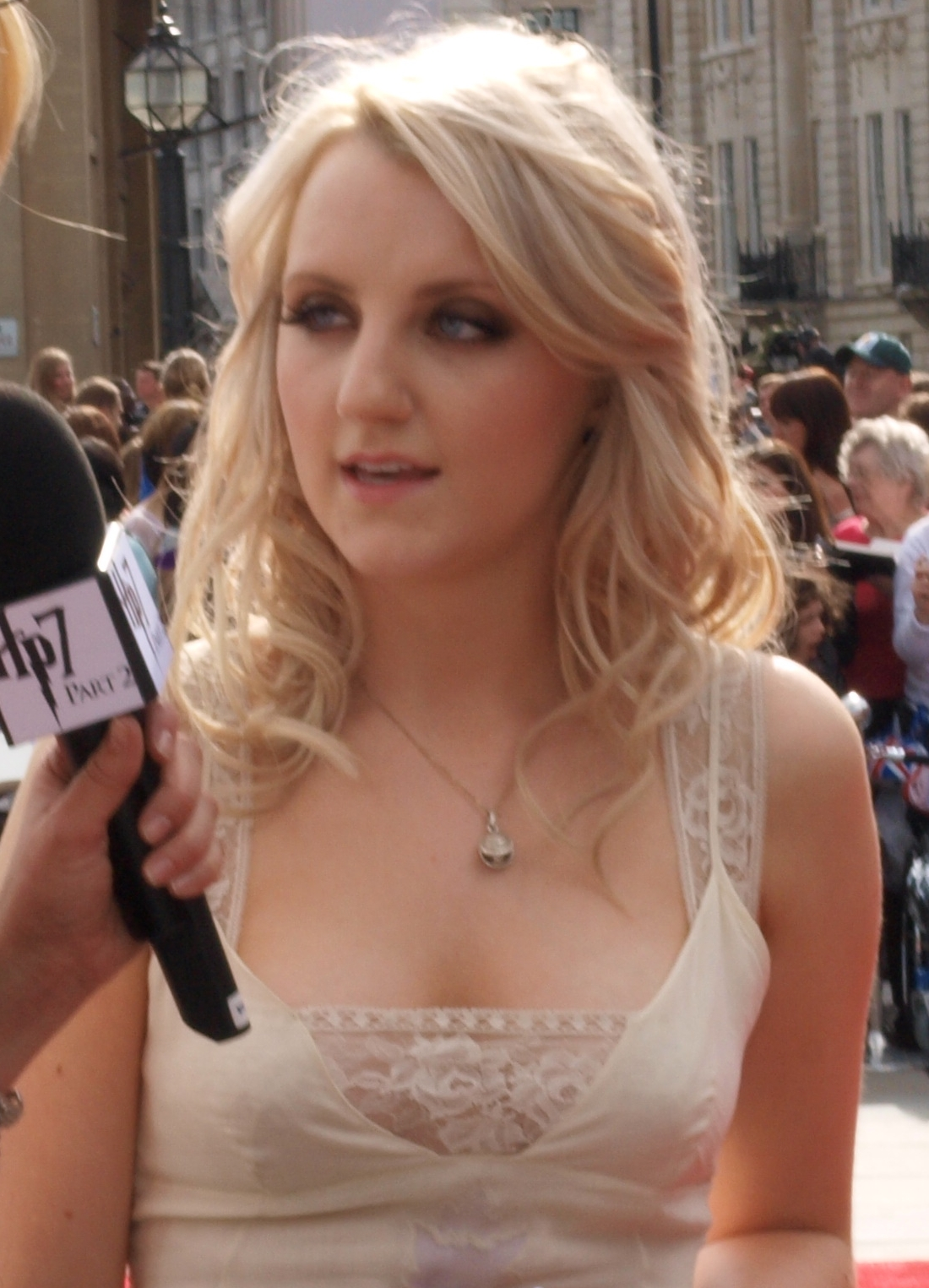
Evanna Lynch a una entrevista (2011).

Lynch ha treballat per promoure l'autoestima i la imatge corporal saludables en les nenes a causa de les seves experiències prèvies amb el trastorn de la anorèxia nerviosa. Des de l'edat de 11 anys, Lynch va ingressar i va sortir de clíniques de rehabilitació durant dos anys. Aviat va trobar una connexió amb el personatge de Lluna Lovegood de la sèrie de llibres de Harry Potter i es va inspirar en el fet que el personatge abraça les seves pròpies rareses. Lynch va escriure un assaig titulat «Why the Body Bind is My Nightmare» en què descriu la seva lluita emocional amb la seva aparença i com va aconseguir superar-ho mitjançant l'ús d'al·lusions que pertanyen a la sèrie de Harry Potter.
El seu treball de caritat inclou la participació amb la Societat d'Esclerosi Múltiple d'Irlanda, en la que va llançar la seva recaptació de fons MS Readathon el 2010. Lynch també és membre de la Junta d'Assessors de l'organització sense ànim de lucre Harry Potter Alliance (HPA). Amb la HPA, ella ha donat suport al matrimoni entre persones del mateix sexe a Maine, va participar en una recaptació de fons per webcast, va escriure un article sobre la imatge corporal i va contribuir a un llibre de recaptació de fons.
El 2015, Lynch es va fer vegana,i al novembre del 2017, va començar un podcast sobre el veganisme amb, entre d'altres, l'actor de la sèrie  Harry Potter , Robbie Jarvis, titulat  The ChickPeeps .
Lynch té una llar en Londres, Anglaterra.

## Filmografia

### Pel·lícules
| Any  | Títol                                                        | Rol               |
| ---- | ------------------------------------------------------------ | ----------------- |
| 2007 | Harry Potter i l'Orde del Fènix                              | Luna Lovegood     |
| 2009 | Harry Potter i el misteri del Príncep                        | Luna Lovegood     |
| 2010 | Harry Potter i les relíquies de la Mort - Part 1             | Luna Lovegood     |
| 2011 | Harry Potter i les relíquies de la Mort - Part 2             | Luna Lovegood     |
| 2013 | G.B.F.                                                       | McKenzie Pryce    |
| 2014 | Dynamite: A Cautionary Tale AKA Addiction: A 60's Love Story | Theresa Bornstein |
| 2015 | Danny and the Human Zoo                                      | Bridget Riordan   |
| 2015 | My Name Is Emily                                             | Emily             |
| 2018 | Madness in the Method                                        | N/A               |

### Televisió
| Any  | Títol                  | Rol                        | Notes                          |
| ---- | ---------------------- | -------------------------- | ------------------------------ |
| 2012 | Sinbad                 | Alehna                     | Episodi 12: "Land of the Dead" |
| 2013 | Apex                   | Regan                      | Episodi 1: "Pilot"             |
| 2018 | Dancing with the Stars | Ella mateixa (participant) | Dancing with the Stars         |

### Curts
| Any  | Títol                      | Rol         |
| ---- | -------------------------- | ----------- |
| 2013 | It Don't Come Easy         | Ella        |
| 2019 | Lucia Joyce: Full Capacity | Lucia Joyce |

### Vídeo Musicals
| Any  | Títol  | Rol           | Artista |
| ---- | ------ | ------------- | ------- |
| 2017 | DISARM | Daisy Decibel | Bry     |

### Videojocs
| Any  | Títol                                            | Rol           |
| ---- | ------------------------------------------------ | ------------- |
| 2007 | Harry Potter i l'Orde del Fènix                  | Luna Lovegood |
| 2009 | Harry Potter i el misteri del Príncep            | Luna Lovegood |
| 2010 | Harry Potter i les relíquies de la Mort - Part 1 | Luna Lovegood |
| 2011 | Harry Potter i les relíquies de la Mort - Part 2 | Luna Lovegood |
| 2016 | Lego Dimensions                                  | Luna Lovegood |

### Teatre
| Any     | Títol                              | Rol           | Director           | Productor               | Localitzacions |
| ------- | ---------------------------------- | ------------- | ------------------ | ----------------------- | --- |
| 2012    | A Very Potter Senior Year          | Luna Lovegood | Matt and Nick Lang | StarKid Productions     | LeakyCon 2012 at Hilton Chicago and Chicago, Illinois |
| 2013    | Houdini                            | Bess Houdini  | Peter Snee         | Peter Snee              | Grand Theatre, Blackpool, Theatre Royal, Windsor, Stoke Repertory Theatre, Gaiety Theatre, Dublin i Swansea Grand Theatre                                |
| 2017/18 | Disco Pigs                         | Sinéad/"Runt" | John Haidar        | Tara Finney Productions | Trafalgar Studios, Whitehall, Trafalgar Square, City of Westminster, London (West End); Irish Repertory Theatre, Manhattan, New York City (Off-Broadway) |
| 2019    | The Omission of the Family Coleman | N/A           | Laurence Boswell   | Ustinov Studio          | Theare Royal Bath, Bath, England (Off West End) |